# 20年200曲
20年200曲（にじゅうねんにひゃっきょく）は、2008年7月23日にエイベックスから発売されたコンピレーション・アルバムのタイトル。

## 概要
エイベックスの誕生20周年を記念して発売されたCDアルバム。これまでにエイベックスから発売されてヒットした200曲を収録する。1枚のCDに50曲収録して4枚のCDで200曲が収録されている。これに加えてDVDが1枚入った計5枚組。
1枚目から3枚目には邦楽のヒット曲を発売日順にノンストップリミックスで収録。4枚目には洋楽のダンスミュージックを収録。DVDにはエイベックスの初期から現在までの貴重な映像を収録。
2008年4月から9月にかけて放送されるテレビドラマ『音女』は、20年200曲に収録される楽曲をもとにしたドラマ。毎話を1曲にスポットライトを充てて、音楽そのものが持つ魅力と心象風景を映像化していた。
オリコンの週間ランキングでの最高順位は17位。登場回数は9回。